# Фридрик Тоур Фридрихссон
Фридрик Тоур Фридрихссон (исл. Friðrik Þór Friðriksson; род. 12 мая 1954, Рейкьявик) — исландский кинорежиссёр, сценарист, актёр.

## Биография
Он начал свою карьеру с создания экспериментальных и документальных фильмов в начале 80-х. Он основал The Icelandic Film Corporation в 1990 году, и с тех пор корпорация стала наиболее важной производственной компанией в Исландии. Компания производит его фильмы, а также сотрудничает с другими режиссёрами и продюсерами. Была создана международная сеть с другими компаниями для совместного производства, включая Zentropa Productions Ларса фон Триера и American Zoetrope Фрэнсиса Форд Коппола. Их кинофильм «Дети природы» (1991) был выдвинут на Оскар как лучший не англоязычный фильм. Фридрик также снимался в комедийном фильме «Самый главный босс» (2006).
Он рос в Исландии в 1960-х и был в значительной степени под влиянием американский фильмов. Ознакомление с работами Акиры Куросавы сыграло решающую роль в его решении стать кинорежиссёром. Он работает с известными исландскими писателями и сценаристами. Его работы с Храфном Гуннлаугссоном — «Дети природы» (1991), «Милые ангелы» (1990), и «Дни кино» (1992). Его работа с Эйнаром Карасоном включает «Белые киты» (1987), «Остров дьявола» (1996) и «Соколы» (2002). Здесь стоит отметить сильный визуальный стиль его фильмов и потрясающие образы. Эти фильмы объединяют чувство юмора и гениальную солидарность персонажей. Это формирует их глубокую личность и твердый менталитет в исландской культуре. Так часто изображаются персонажи на стыке традиции и современности.

## Фильмография
- 1980 — Сага о Ньяле
- 1981 — Кузнец
- 1982 — Рок в Рейкьявике
- 1984 — Ковбои с севера
- 1985 — Кольцо
- 1987 — Белые киты
- 1989 — Небо без границ
- 1990 — Милые ангелы
- 1991 — Дети природы
- 1994 — Дни кино
- 1995 — Холодная лихорадка
- 1996 — Остров дьявола
- 2000 — Ангелы Вселенной
- 2000 — Сверху и снизу
- 2002 — Соколы
- 2004 — Найсландия

## Награды
- 2010 — На Ереванском международном кинофестивале «Золотой абрикос» был удостоен специальной премии «Мастер»